# Жумала
Жумала — упразднённое село в Таскалинском районе Западно-Казахстанской области Казахстана. Входило в состав Казахстанского сельского округа. Ликвидировано в 2011 г.

## Население
В 1999 году население села составляло 145 человек (74 мужчины и 71 женщина). По данным переписи 2009 года, в селе проживало 8 человек (2 мужчины и 6 женщин).